# Dragoș Albu
Constantin Dragoș Albu (Plenița, 15 maart 2001) is een Roemeens voetballer die bij voorkeur als middenvelder speelt. In 2024 verhuurde CS Universitatea Craiova hem aan FC Gloria Buzău.

## Clubcarrière
Albu begon met voetballen bij de lokale vereniging Unirea Tricolor, uit Drobeta, waarna hij gescout werd door CS Universitatea Craiova. Hij speelde daar één jaar, voor hij vertrok naar amateurclub CSS Craiova. Vanaf 2015 zat hij twee jaar bij de voetbalschool van Gheorghe Popescu, waarna hij werd opgepikt door FC Utrecht in 2017. 

### Jong Utrecht
Op 23 december 2017 debuteerde hij voor Jong FC Utrecht in de Eerste divisie tegen Fortuna Sittard. Hij viel na 79 minuten in voor Shayne Pattynama. De club uit Sittard won de laatste wedstrijd van 2017 met 3–1 na 3 treffers van Finn Stokkers. Jong Utrecht scoorde tegen via Mohamed Mallahi. In het seizoen 2018/19 kreeg Albu meer speeltijd. Hij scoorde zijn eerste en enige doelpunt voor Jong Utrecht op 15 maart 2019 tegen FC Eindhoven. Het gehele seizoen 2019/20 kwam hij niet in actie.

### Terug naar Roemenië
Medio 2020 verkaste Albu terug naar zijn oude club Universitatea Craiova, dat uitkwam in de Liga 2. In zijn eerste seizoen terug bij Craiova werd hij meteen kampioen en promoveerde naar de Liga 1. Hij speelde met Craiova drie seizoenen op het hoogste niveau van Roemenië, waarin hij meer dan 100 wedstrijden speelde. 
In de zomer van 2024 degradeerde Craiova naar Liga 2, maar Albu werd verhuurd aan FC Gloria Buzău, dat net promoveerde naar het hoogste niveau. Bij Buzău is hij een vaste basiswaarde.

## Statistieken
| Seizoen | Club                     | Competitie     | Competitie | Competitie | Beker | Beker | Overig | Overig | Totaal | Totaal |
| Seizoen | Club                     | Competitie     | Wed.       | Dlp.       | Wed.  | Dlp.  | Dlp.   | Dlp.   | Wed.   | Dlp.   |
| ------- | ------------------------ | -------------- | ---------- | ---------- | ----- | ----- | ------ | ------ | ------ | ------ |
| 2017/18 | Jong FC Utrecht          | Eerste divisie | 1          | 0          | –     | –     | –      | –      | 1      | 0      |
| 2018/19 | Jong FC Utrecht          | Eerste divisie | 12         | 1          | –     | –     | –      | –      | 12     | 1      |
| 2019/20 | Jong FC Utrecht          | Eerste divisie | 0          | 0          | –     | –     | –      | –      | 0      | 0      |
| 2020/21 | CS Universitatea Craiova | Liga 2         | 17         | 2          | 2     | 0     | 10     | 1      | 29     | 3      |
| 2021/22 | CS Universitatea Craiova | Liga 1         | 20         | 0          | 1     | 0     | 6      | 0      | 27     | 0      |
| 2022/23 | CS Universitatea Craiova | Liga 1         | 13         | 2          | 4     | 0     | 11     | 2      | 28     | 4      |
| 2023/24 | CS Universitatea Craiova | Liga 1         | 27         | 2          | 3     | 0     | 8      | 0      | 38     | 2      |
| 2024/25 | CS Universitatea Craiova | Liga 2         | 5          | 0          | 1     | 0     | 0      | 0      | 6      | 0      |
| 2024/25 | → FC Gloria Buzău        | Liga 1         | 20         | 0          | 0     | 0     | 2      | 0      | 22     | 0      |
| Totaal  | Totaal                   | Totaal         | 115        | 7          | 11    | 0     | 37     | 3      | 163    | 10     |

## Interlandcarrière
Albu kwam uit voor verschillende jeugdelftallen van Roemenië.